# Melitaea arelatia
Melitaea arelatia är en fjärilsart som beskrevs av Hans Fruhstorfer 1910. Melitaea arelatia ingår i släktet Melitaea och familjen praktfjärilar. Inga underarter finns listade i Catalogue of Life.